# سیارک ۲۴۵۲۹
سیارک ۲۴۵۲۹ (به انگلیسی: 24529 Urbach، نامگذاری:2001CW17) ، بیست و چهار هزار و پانصد و بیست و نهمین سیارک کشف شده‌است که در ۲ فوریه ۲۰۰۱ کشف شد.
قدر مطلق سیارک برابر ۹.۸ است.